# HC Varese
Der Hockey Club Varese (vollständiger Name Associazione Sportiva Dilettantistica Hockey Club Varese) ist ein italienischer Eishockeyverein aus Varese, der seit 2017 an der Italian Hockey League teilnimmt. Zuvor spielte er lange Zeit in der Serie A1, Serie B und Serie C. Zudem nahm er mehrere Saisonen an der Alpenliga teil. Das Heimatstadion, das PalAlbani, hat eine Zuschauerkapazität von etwa 1.200 Plätzen.

## Geschichte
Der Verein wurde 1977 gegründet und hat bis 2009 an den italienischen Meisterschaften teilgenommen.
1987 und 1989 gewann der Verein die Serie A1, bevor er 1997 die Serie A2 für sich entscheiden konnte. Zudem gewann der Verein in der Saison 1995/96 den IIHF Federation Cup.
In den folgenden Jahren zog sich der AS Varese Hockey bis in die Serie C zurück, bevor er im Sommer 2009 nach einigen Jahren in der Serie A2 unerwartet die Einstellung des Spielbetriebs im Herrenbereich ankündigte. In der Folge betrieb der Verein ausschließlich Nachwuchsarbeit bis zur Serie C, ehe man zur Saison 2014/15 in den Spielbetrieb der Serie B zurückkehrte.

## Trainer
- 1986/87 William Pourcell
- 1988/89 Bryan Lefley
- 1993–1995 Luciano Basile
- 2003–2005 Tony Martino
- 2011–2012 Zdeněk Kudrna
- 2012–2015 Nenad Ilić
- 2015–2016 Giancarlo Merzario
- 2016–2017 Massimo Fedrizzi
- 2017–2018 John Cacciatore
- 2018–2020 Massimo Da Rin
- 2020–2021 Claude Devèze
- 2021 Tom Barrasso
- 2021–2022 Matteo Malfatti
- 2022–2023 Claude Devèze
- 2023–2024 Niklas Czarnecki
- 2024–2025 Gaber Glavič
- 2025– Massimo Da Rin

## Bedeutende ehemalige Spieler
- Carter Trevisani
- Jim Benning
- Chad Biafore
- Claudio Scremin
- Emilio Iovio
- Jan Alston
- Jason Chimera
- Patrick Iannone
- Guido Tessari